# Selekta (Hamburger Schulform)
Die Selekta war eine speziell hamburgische Schuleinrichtung um 1900 bis in die 1920er Jahre. Sie war quasi ein neuntes schulgeldfreies freiwilliges Schuljahr; sie wurde durch den sogenannten Oberbau abgelöst, der mit der mittleren Reife abschloss.
In die Selekta wurden solche Schüler und Schülerinnen übernommen („selektiert“), die mit überdurchschnittlichen Leistungen ihre achtjährige Schulpflicht (Volksschule) beendet hatten und deren Förderung seitens der Schule für notwendig erachtet wurde. Es handelte sich dabei fast ausschließlich um Schüler aus solchen Bevölkerungsschichten, deren Eltern nicht in der Lage waren, das für Gymnasien und Oberschulen erforderliche Schulgeld aufzubringen oder die im Hinblick auf den in Aussicht genommenen Beruf (zumeist Handwerksberufe) eine höhere Schulbildung als nicht notwendig erachteten.
Vergleichbare Schulstufe in Bremen war der gehobene Zug als neuntes Schuljahr zur mittleren Reife.